# Władysław Maksyś

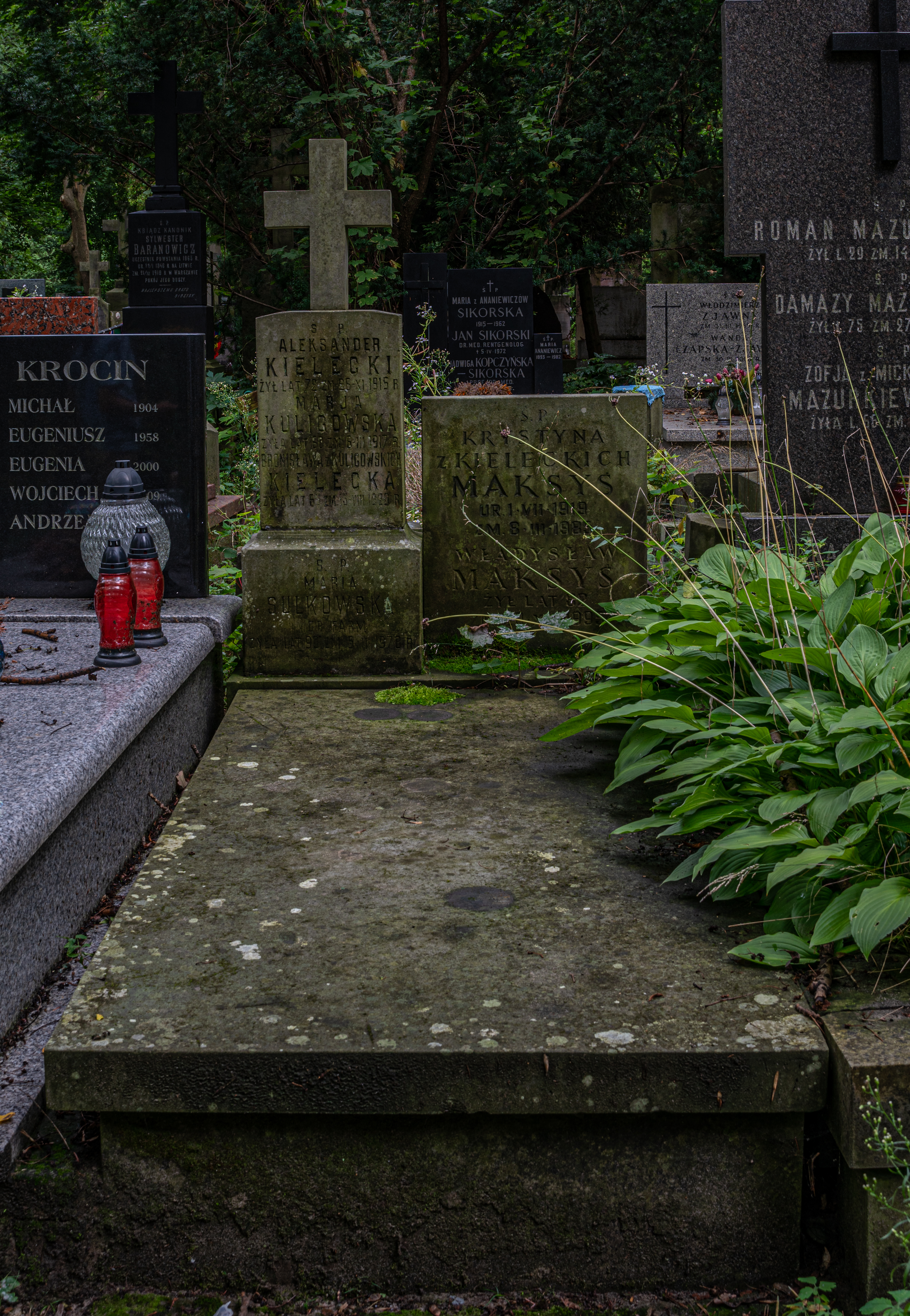
Grób Władysława Maksysia na cmentarzu Powązkowskim

Władysław Henryk Aleksander Maksyś vel Mieczysław Pytlasiński vel Janusz Sokołowski vel Janusz Barcicki, pseud.: Azot, Chrom, Miś, Janusz (ur. 27 czerwca 1913 w Lesku, zm. 22 grudnia 1995 w Warszawie) – oficer Polskich Sił Zbrojnych na Zachodzie i Armii Krajowej, porucznik artylerii czasu wojny, cichociemny.

## Życiorys
W latach 1935–1939 studiował na Politechnice Warszawskiej, był członkiem Polskiej Korporacji Akademickiej Patria.
We wrześniu 1939 roku nie został zmobilizowany. Brał udział w konspiracji ZOR. 29 marca 1940, będąc kurierem, przekroczył granicę polsko-węgierską. Z Budapesztu został skierowany do Francji, dokąd dotarł w kwietniu i dostał przydział do ośrodka artylerii przeciwlotniczej w Saint-Nazaire. W czerwcu 1940 roku przedostał się do Wielkiej Brytanii, gdzie został skierowany początkowo do 1 Dywizjonu Artylerii Przeciwlotniczej.
Zgłosił się do służby w kraju. Po przeszkoleniu w wywiadzie (polska szkoła wywiadu pod kamuflażem Oficerskiego Kursu Doskonalenia Administracji Wojskowej) został zaprzysiężony 29 grudnia 1942 roku w Oddziale VI Sztabu Naczelnego Wodza. Zrzutu dokonano w nocy z 13 na 14 marca 1943 roku w ramach operacji „Window” dowodzonej przez kpt. naw. Mieczysława Kuźmickiego. Maksyś dostał przydział do wywiadu ofensywnego Referatu „Zachód” Oddziału II Informacyjno-Wywiadowczego Komendy Głównej AK na stanowisko oficera ośrodka wywiadowczego „1 AW”, następnie „51 KK”. Od października 1943 roku służył w ekspozyturze „Lombard” na stanowisku inspektora sieci wywiadowczych (agentury w Elblągu, Królewcu, Berlinie, Wiener Neustadt, ponadto współpracujący agent w Gestapo w Warszawie).
Po upadku powstania warszawskiego nie ujawnił się. 5 września 1944 roku został wywieziony przez Niemców do obozu w Pruszkowie. Uciekł z tego obozu i w styczniu 1945 roku wrócił do Warszawy. Nawiązał kontakt z NSZ. Przeniósł się na Górny Śląsk. Ujawnił się w 1947 roku. Pracował w wielu zakładach przemysłowych Śląska, a później administracji budownictwa Warszawy. Od 1979 roku był na emeryturze,
Został pochowany na cmentarzu Powązkowskim w Warszawie (kwatera 207-1-20).

## Odznaczenia
- Krzyż Srebrny Orderu Virtuti Militari

## Życie rodzinne
Był synem Mikołaja, geometry, i Anny z domu Meẏer. W 1944 roku ożenił się z Krystyną Kielecką (1919–1985), z którą miał dwóch synów: Janusza (ur. w 1949 roku) i Adama (ur. w 1951).